# Tonga na Letnich Igrzyskach Olimpijskich 2000
Tonga na Letnich Igrzyskach Olimpijskich 2000 – reprezentacja Tonga na letnich IO w Sydney w 2000 roku liczyła troje sportowców – dwóch mężczyzn i jedną kobietę. Był to piąty start reprezentantów Tonga na letnich igrzyskach olimpijskich. Żadnemu ze sportowców nie udało się zdobyć medalu podczas tych igrzysk. 

## Lekkoatletyka
| Zawodnik         | Konkurencja               | Eliminacje | Eliminacje | Ćwierfinały | Ćwierfinały | Półfinały | Półfinały | Finał | Finał |
| Zawodnik         | Konkurencja               | Wynik      | Poz.       | Wynik       | Poz.        | Wynik     | Poz.      | Wynik | Poz.  |
| ---------------- | ------------------------- | ---------- | ---------- | ----------- | ----------- | --------- | --------- | ----- | ----- |
| Tolutaʻu Koula   | 100 m mężczyzn            | 11.01      | 9.         | N/A         | N/A         | N/A       | N/A       | N/A   | N/A   |
| Ana Siulolo Liku | 100 m przez płotki kobiet | 14.58      | 8.         | N/A         | N/A         | N/A       | N/A       | N/A   | N/A   |

## Podnoszenie ciężarów
| Zawodnik          | Konkurencja      | Rwanie   | Rwanie | Podrzut  | Podrzut | Łącznie  | Poz. |
| Zawodnik          | Konkurencja      | Wynik    | Poz.   | Wynik    | Poz.    | Łącznie  | Poz. |
| ----------------- | ---------------- | -------- | ------ | -------- | ------- | -------- | ---- |
| Tevita Kofe Ngalu | –105 kg mężczyzn | 127,5 kg | 17.    | 167,5 kg | 13.     | 295,0 kg | 13.  |